# Norwood (Illinois)
Pour les articles homonymes, voir Norwood.
Norwood est un village situé au centre du comté de Peoria dans l'Illinois, aux États-Unis,. Il est incorporé le 27 décembre 1956.

## Démographie
Lors du recensement de 2010, le village comptait une population de 478 habitants. Elle est estimée, en 2016, à 472 habitants.

### Source de la traduction
- (en) Cet article est partiellement ou en totalité issu de l’article de Wikipédia en anglais intitulé « Norwood, Illinois » (voir la liste des auteurs).